# Üllar Jörberg
Üllar "Jörpa" Jörberg, född 9 juni 1941, död 26 december 2018, var en estnisk sångare verksam från 1967 till sin död.